# 珀西·怀尔德
珀西·怀尔德（英語：Percy Wyld，1907年6月7日—1972年11月3日），英国男子自行车运动员。他曾代表英国参加1928年夏季奥林匹克运动会自行车比赛，获得男子团体追逐赛铜牌。